# Cefisto
Centralförbundet för Finlands svenska teaterorganisationer, Cefisto, är en 1948 grundad samarbetsorganisation för den finlandssvenska teatersektorns aktörer. 
Bland Cefistos medlemmar märks Garantiföreningen för Svenska teatern i Helsingfors rf., Finlands svenska skådespelarförbund, Finlands dramatikerförbund, Klockriketeatern, föreningen för nyskriven dramatik Labbet rf., Radioteatern, Skolteaterföreningen rf., Svenska teaterklubben rf. och Kammarteatern, Konstuniversitetets Teaterhögskola, Wasa Teater, Viirus rf. och Åbo svenska teaterförening rf.